# Liga Nacional Intermedia de Voleibol Femenino 2021
La Liga Nacional Intermedia es la segunda división de competencia de este deporte en el Perú, siendo la edición 2021, la décima novena en su historia. Comenzó el 8 de octubre de 2021 con el partido entre ACD Túpac Amaru y Universitario de Deportes. Su organización, control y desarrollo están a cargo de la Federación Peruana de Voleibol (FPV).
El torneo tuvo siete equipos participantes y dos fases de competencia. La Primera Fase se dividió en dos series: la Serie A, que se jugó en el Coliseo El Olivar de Jesús María (Lima) y que contó con la participación de cuatro equipos (ACD Túpac Amaru, Universitario de Deportes, Club Defensor Golazo y Star Net de Trujillo), y la Serie B, que se jugó en el Coliseo Miguel Grau de Paucarpata (Arequipa) y que contó con la participación de tres equipos arequipeños (Academia Porvenir Boys, Club Atlético Faraday y Club Fundación Taybor). En cada serie se jugó una ronda de todos contra todos; los dos mejores equipos de cada grupo pasaron a la Segunda Fase.   
La Segunda Fase se jugó en el Coliseo El Olivar de Jesús María con la participación de los dos mejores equipos de la Serie A (Club Defensor Golazo y Star Net de Trujillo) y los dos mejores equipos de la Serie B (Academia Porvenir Boys y Club Fundación Taybor). Los cuatro equipos jugaron una ronda de todos contra todos. El Club Defensor Golazo ganó el cuadrangular, se proclamó campeón de la LNIV 2021 y ascendió a la Liga Nacional Superior de Voleibol Femenino 2021-22; mientras que Star Net quedó como subcampeón y jugó la Revalidación 2021 contra Deportivo Alianza, equipo que se mantuvo en la LNSV, tras ganar 25/19, 25/13, 17/25, 16/25 y 15/9. 

## Equipos participantes
| N.º | Clubes           | Ciudades | Entrenadores         | Capitanas       |
| --- | ---------------- | -------- | -------------------- | --------------- |
| 1   | Defensor Golazo  | Lima     | Edwin Jiménez        | Dalma Arrascue  |
| 2   | Star Net         | Trujillo | Carlos Aguilar       | Sandra Guibert  |
| 3   | Fundación Taybor | Arequipa | Raúl Taype           | Wendy Olin      |
| 4   | Porvenir Boys    | Arequipa | Yuri Polar           | Jeyly Copa      |
| 5   | ACD Túpac Amaru  | Lima     | José Castillo        | Alondra Alarcón |
| 6   | Atlético Faraday | Arequipa | Juan Casillas        | Romina Gamarra  |
| 7   | Universitario    | Lima     | Carmen García-Guerra | Lisset Sosa     |

## Primera Fase

### Serie A (Lima)
La Serie A se jugó en el Coliseo El Olivar de Jesús María (Lima) y contó con la participación de tres equipos de Lima: Túpac Amaru, Universitario de Deportes y Club Defensor Golazo, y uno de Trujillo: Star Net. Los cuatro equipos jugaron una ronda de todos contra todos; los dos mejores pasaron a la Segunda Fase. 

#### Clasificación
| Pos. | Equipos         | Puntajes | Partidos | Partidos | Partidos | Resultados | Resultados | Resultados | Resultados | Resultados | Resultados | Sets | Sets | Sets  | Puntos | Puntos | Puntos | Detalle                        |
| Pos. | Equipos         | Puntajes | PJ       | PG       | PP       | 3-0        | 3-1        | 3-2        | 2-3        | 1-3        | 0-3        | SG   | SP   | Ratio | PG     | PP     | Ratio  | Detalle                        |
| ---- | --------------- | -------- | -------- | -------- | -------- | ---------- | ---------- | ---------- | ---------- | ---------- | ---------- | ---- | ---- | ----- | ------ | ------ | ------ | ------------------------------ |
| 1°   | Star Net        | 7        | 3        | 2        | 1        | 2          |            |            | 1          |            |            | 8    | 3    | 2.67  | 242    | 217    | 1.115  | Clasificados a la Segunda Fase |
| 2°   | Defensor Golazo | 6        | 3        | 2        | 1        | 1          | 1          |            |            |            | 1          | 6    | 4    | 1.50  | 234    | 201    | 1.164  | Clasificados a la Segunda Fase |
| 3°   | ACD Túpac Amaru | 5        | 3        | 2        | 1        |            | 1          | 1          |            | 1          |            | 7    | 6    | 1.17  | 283    | 272    | 1.040  | Eliminados                     |
| 4°   | Universitario   | 0        | 3        |          | 3        |            |            |            |            | 1          | 2          | 1    | 9    | 0.11  | 179    | 248    | 0.722  | Eliminados                     |

#### Resultados de la Serie A
| N.° | Fecha         | Hora  | Equipo 1        | Res. | Equipo 2        | Set 1 | Set 2 | Set 3 | Set 4 | Set 5 | Total  |
| --- | ------------- | ----- | --------------- | ---- | --------------- | ----- | ----- | ----- | ----- | ----- | ------ |
| 1   | 8 de octubre  | 13:30 | ACD Túpac Amaru | 3-1  | Universitario   | 25-23 | 23-25 | 25-16 | 25-22 | x     | 98-86  |
| 3   | 8 de octubre  | 15:45 | Defensor Golazo | 0-3  | Star Net        | 23-25 | 22-25 | 20-25 | x     | x     | 65-75  |
| 4   | 9 de octubre  | 15:00 | ACD Túpac Amaru | 3-2  | Star Net        | 25-17 | 23-25 | 25-22 | 18-25 | 15-3  | 106-92 |
| 6   | 9 de octubre  | 17:15 | Defensor Golazo | 3-0  | Universitario   | 25-9  | 25-17 | 25-21 | x     | x     | 75-47  |
| 7   | 10 de octubre | 13:00 | Star Net        | 3-0  | Universitario   | 25-14 | 25-15 | 25-17 | x     | x     | 75-46  |
| 9   | 10 de octubre | 15:45 | ACD Túpac Amaru | 1-3  | Defensor Golazo | 16-25 | 17-25 | 25-19 | 21-25 | x     | 79-94  |

### Serie B (Arequipa)
La Serie B se jugó en el Coliseo Miguel Grau de Paucarpata (Arequipa) y contó con la participación de tres equipos arequipeños: Academia Porvenir Boys, Club Atlético Faraday y Club Fundación Taybor. Los tres equipos jugaron una ronda de todos contra todos; los dos mejores equipos de cada grupo pasaron a la Segunda Fase. 

#### Clasificación
| Pos. | Equipos          | Puntajes | Partidos | Partidos | Partidos | Resultados | Resultados | Resultados | Resultados | Resultados | Resultados | Sets | Sets | Sets  | Puntos | Puntos | Puntos | Detalle                        |
| Pos. | Equipos          | Puntajes | PJ       | PG       | PP       | 3-0        | 3-1        | 3-2        | 2-3        | 1-3        | 0-3        | SG   | SP   | Ratio | PG     | PP     | Ratio  | Detalle                        |
| ---- | ---------------- | -------- | -------- | -------- | -------- | ---------- | ---------- | ---------- | ---------- | ---------- | ---------- | ---- | ---- | ----- | ------ | ------ | ------ | ------------------------------ |
| 1°   | Fundación Taybor | 6        | 2        | 2        |          | 2          |            |            |            |            |            | 6    |      | MÁX.  | 150    | 97     | 1.546  | Clasificados a la Segunda Fase |
| 2°   | Porvenir Boys    | 2        | 2        | 1        | 1        |            |            | 1          |            |            | 1          | 3    | 5    | 0.60  | 148    | 173    | 0856   | Clasificados a la Segunda Fase |
| 3°   | Atlético Faraday | 1        | 2        |          | 2        |            |            |            | 1          |            | 1          | 2    | 6    | 0.33  | 155    | 183    | 0.847  | Eliminado                      |

#### Resultados de la Serie B
| N.° | Fecha         | Hora  | Equipo 1         | Res. | Equipo 2         | Set 1 | Set 2 | Set 3 | Set 4 | Set 5 | Total  |
| --- | ------------- | ----- | ---------------- | ---- | ---------------- | ----- | ----- | ----- | ----- | ----- | ------ |
| 2   | 8 de octubre  | 15:30 | Porvenir Boys    | 0-3  | Fundación Taybor | 15-25 | 15-25 | 10-25 | x     | x     | 40-75  |
| 5   | 9 de octubre  | 15:30 | Atlético Faraday | 2-3  | Porvenir Boys    | 25-23 | 23-25 | 17-25 | 25-20 | 8-15  | 98-108 |
| 8   | 10 de octubre | 15:30 | Atlético Faraday | 0-3  | Fundación Taybor | 22-25 | 17-25 | 18-25 | x     | x     | 57-75  |

## Segunda Fase
La Segunda Fase se jugó en el Coliseo El Olivar de Jesús María con la participación de los dos mejores equipos de la Serie A (Club Defensor Golazo y Star Net de Trujillo) y los dos mejores equipos de la Serie B (Academia Porvenir Boys y Club Fundación Taybor). Los cuatro equipos jugaron una ronda de todos contra todos. El Club Defensor Golazo ganó el cuadrangular, se proclamó campeón de la LNIV 2021 y ascendió a la Liga Nacional Superior de Voleibol Femenino 2021-22; mientras que Star Net quedó como subcampeón y jugó la Revalidación 2021 contra Deportivo Alianza.  

### Clasificación
| Pos. | Equipos          | Puntajes | Partidos | Partidos | Partidos | Resultados | Resultados | Resultados | Resultados | Resultados | Resultados | Sets | Sets | Sets  | Puntos | Puntos | Puntos | Detalle                    |
| Pos. | Equipos          | Puntajes | PJ       | PG       | PP       | 3-0        | 3-1        | 3-2        | 2-3        | 1-3        | 0-3        | SG   | SP   | Ratio | PG     | PP     | Ratio  | Detalle                    |
| ---- | ---------------- | -------- | -------- | -------- | -------- | ---------- | ---------- | ---------- | ---------- | ---------- | ---------- | ---- | ---- | ----- | ------ | ------ | ------ | -------------------------- |
| 1°   | Defensor Golazo  | 9        | 3        | 3        |          | 3          |            |            |            |            |            | 9    |      | MÁX.  | 231    | 134    | 1.724  | Asciende a la LNSV 2021-22 |
| 2°   | Star Net         | 6        | 3        | 2        | 1        | 2          |            |            |            |            | 1          | 6    | 3    | 2.00  | 213    | 176    | 1.210  | Juega la Revalidación 2021 |
| 3°   | Fundación Taybor | 3        | 3        | 1        | 2        | 1          |            |            |            |            | 2          | 3    | 6    | 0.50  | 162    | 186    | 0.871  | Eliminados                 |
| 4°   | Porvenir Boys    | 0        | 3        |          | 3        |            |            |            |            |            | 3          |      | 9    | 0.00  | 115    | 225    | 0.511  | Eliminados                 |

### Resultados
| N.° | Fecha         | Hora  | Equipo 1         | Res. | Equipo 2         | Set 1 | Set 2 | Set 3 | Set 4 | Set 5 | Total |
| --- | ------------- | ----- | ---------------- | ---- | ---------------- | ----- | ----- | ----- | ----- | ----- | ----- |
| 10  | 15 de octubre | 18:00 | Star Net         | 3-0  | Porvenir Boys    | 25-14 | 25-16 | 25-16 | x     | x     | 75-46 |
| 11  | 15 de octubre | 20:15 | Fundación Taybor | 0-3  | Defensor Golazo  | 14-25 | 11-25 | 13-25 | x     | x     | 38-75 |
| 12  | 16 de octubre | 15:00 | Fundación Taybor | 3-0  | Porvenir Boys    | 25-14 | 25-9  | 25-13 | x     | x     | 75-36 |
| 13  | 16 de octubre | 17:15 | Star Net         | 0-3  | Defensor Golazo  | 29-31 | 20-25 | 14-25 | x     | x     | 63-81 |
| 14  | 17 de octubre | 12:15 | Defensor Golazo  | 3-0  | Porvenir Boys    | 25-10 | 25-12 | 25-11 | x     | x     | 75-33 |
| 15  | 17 de octubre | 14:30 | Star Net         | 3-0  | Fundación Taybor | 25-17 | 25-11 | 25-21 | x     | x     | 75-39 |

## Revalidación
El penúltimo del Cuadrangular de Permanencia de la LNSV 2020-21 (Deportivo Alianza) enfrentó al segundo de la Liga Nacional Intermedia 2021 (Star Net de Trujillo) para definir qué equipo jugaría la LNSV 2021-2022. La definición se jugó en las instalaciones de El Olivar de Jesús María y se transmitió a través de la página de la FPV en Facebook.
- Jugará la LNSV 2021-2022.      Jugará la Liga Nacional Intermedia 2021-2022.

| Pos.       | Equipo            | Marcador de la serie | Partidos | Partidos | Partidos | Resultados | Resultados | Resultados | Resultados | Resultados | Resultados | Sets | Sets | Sets  | Puntos | Puntos | Puntos |
| Pos.       | Equipo            | Marcador de la serie | PJ       | PG       | PP       | 3-0        | 3-1        | 3-2        | 2-3        | 1-3        | 0-3        | SG   | SP   | Ratio | PG     | PP     | Ratio  |
| ---------- | ----------------- | -------------------- | -------- | -------- | -------- | ---------- | ---------- | ---------- | ---------- | ---------- | ---------- | ---- | ---- | ----- | ------ | ------ | ------ |
| LNSV 21-22 | Deportivo Alianza | 1-0                  | 1        | 1        | 0        | 0          | 0          | 1          | 0          | 0          | 0          | 3    | 2    | 1.50  | 98     | 91     | 1.077  |
| LNIV 2022  | Star Net          | 0-1                  | 1        | 0        | 1        | 0          | 0          | 0          | 1          | 0          | 0          | 2    | 3    | 0.67  | 91     | 98     | 0.929  |

### Resultado
| Fecha         | Hora  | Partido     | Penúltimo del Cuadrangular | Res. | Segundo de la LNIV   | S1    | S2    | S3    | S4    | S5   | Total |
| ------------- | ----- | ----------- | -------------------------- | ---- | -------------------- | ----- | ----- | ----- | ----- | ---- | ----- |
| 30 de octubre | 15:00 | Definitorio | Deportivo Alianza          | 3-2  | Star Net de Trujillo | 25-19 | 25-13 | 17-25 | 16-25 | 15-9 | 98-91 |

## Podio de la LNIV 2021
|                         |                      |                     |
| Defensor Golazo         | Star Net             | Fundación Taybor    |
| Ascendió a LNSV 2022-23 | Jugó la Revalidación | Jugará la LNIV 2022 |
| Medalla de oro          | Medalla de plata     | Medalla de bronce   |

- Datos: Q111085535